# 샤오르번
샤오르번(중국어: 小日本)은 작은 일본이라는 뜻의 중국어로, 중국에서 일본인을 경멸의 의미로 부르는 중국어 욕이다.

## 개요
중국어에서 "샤오"(중국어: 小)는 작다, 도량이 좁다는 뜻을 갖고 있으며, 동년배나 손아랫사람 이름에 애칭을 붙이는 경우에도 사용되는데 이러한 경우는 모욕적인 의미가 없다. 그러나 일본 앞에 붙이면 "하찮은 일본", "도량이 좁은 일본", "구두쇠같은 일본", "어린이같은 일본"이라는 뜻을 갖게 된다.
또한 샤오르번은 "영토가 좁은 일본"이나 "키가 작은 일본인" 등과 같은 모욕적인 의미를 갖게 된다. 중일 전쟁 이전에는 거의 사용되지 않았으나, 중일 전쟁이 발발한 이후 중국을 침공한 일본에 대한 적개심과 함께 널리 사용되었다. 
현재는 일본을 모욕의 대상으로 삼거나 반일 감정이 높아질 때 많이 사용된다. 또한 한국어에는 왜놈이라는 표현이 있는데, 이는 중국어의 샤오르번과 같이 일본인을 작은 사람 또는 소인으로 비하하는 표현이다.
또한 제2차 세계 대전이 발발하기 이전에 일본에서 널리 퍼진 "소일본주의"라는 사상이 있는데, 이는 소영국주의에서 유래된 것으로, 식민지나 군사적 세력권을 유지하기 위한 폐단을 막고 국민의 경제력 증진과 무역 발전을 통해 국부의 증대를 목표로 하는 사상이다. 이 문서에서 언급된 샤오르번과는 관련이 없으며, 악의적인 표현은 아니다.

## 같이 보기
- 잽 (용어)
- 히노모토 오니코
- 지나